# الأنبوطين
الأنبوطين إحدى قرى مركز السنطة التابع لمحافظة الغربية بجمهورية مصر العربية، وتجاورها قرى ميت حواي وشبراقاص وأشناواي.

## التاريخ
قرية الأنبوطين من القرى القديمة، حيث وردت باسم «المنبوطين» في أعمال السمنودية ضمن قرى الروك الصلاحي التي أحصاها ابن مماتي في كتاب قوانين الدواوين، كما وردت باسم «المنبوطين» في أعمال الغربية ضمن قرى الروك الناصري التي أحصاها ابن الجيعان في كتاب «التحفة السنية بأسماء البلاد المصرية». وفي العصر العثماني وردت باسم «المنبوطين» في التربيع العثماني الذي أجراه الوالي العثماني سليمان باشا الخادم في عصر السلطان العثماني سليمان القانوني ضمن قرى ولاية الغربية، وفي تاريخ 1228هـ/1813م الذي عدّ قرى مصر بعد المسح الذي قام به محمد علي باشا باسم «الأنبوطين» ضمن قرى مديرية الغربية.

## السكان
بلغ عدد سكان الأنبوطين 12,256 نسمة حسب تقدير عام 2018.
| السنة  | 1882 | 1897 | 1907 | 1927 | 1947 | 1960 | 1976 | 1986 | 1996 | 2006   | 2018   |
| ------ | ---- | ---- | ---- | ---- | ---- | ---- | ---- | ---- | ---- | ------ | ------ |
| القرية | 1882 | 3222 | 3800 | 4289 | 3837 | 4851 | 6472 | 8051 | 9572 | 11,135 | 12,256 |